# Danio albolineatus
Danio albolineatus або даніо перлинний або сріблястий даніо — невеличка субтропічна прісноводна риба роду Danio родини данієвих, довжиною до 5,5 см. Популярна акваріумна риба.
Вперше даний вид описаний у 1860 році. Латинська назва походить від латинських слів «albus» — білий, та «lineatus» — лінія, розлінований.
В акваріумах тривалий час цей вид був відомий під назвою рожевий даніо, яка насправді належить іншому виду — D. roseus. Обидва види дуже схожі, навіть схрещуються між собою.
Зустрічається, в основному, у водоймах Таїланду, М'янми, Лаосу, Камбоджі та В'єтнаму. Мешкає в різноманітних водоймах від струмків з чистою насиченою киснем водою та кам'янистим дном до ставків та рисових полів. Живиться комахами та їхніми личинками.
Довжина тіла Danio albolineatus — 6 см. Забарвлення сірувато-зелене, боки з зеленуватим, блакитним або фіолетовим блиском. Уздовж задньої частини тіла проходить вишнева смуга, знизу та зверху підкреслена синьою лінією. У старих риб ця смуга стає невиразною. Самки мають округліше черевце, блідіше забарвлення та трішки більші від самців.
Рибка мирна та зграйна. Тому їх можна утримувати у загальному акваріумі, бажано у кількості від 6-ти осіб.
Рекомендовані параметри води при утримуванні в акваріумі:
- Температура — 16—25 °C,
- Жорсткість — принципового значення не має,
- Кислотність — pH 6.0-8.0
- потрібно забезпечити хорошу аерацію та фільтрацію води.